# Coelophrys
Coelophrys es un género de peces abisales de la familia ogcocephalidae, del orden de lophiiformes. Se distribuyen sobre el Océano Pacífico e Índico.

## Especies
Especies reconocidas en este género:
- Coelophrys arca H. M. Smith & Radcliffe, 1912
- Coelophrys bradburyae Endo & G. Shinohara, 1999
- Coelophrys brevicaudata A. B. Brauer, 1902
- Coelophrys brevipes H. M. Smith & Radcliffe, 1912
- Coelophrys micropa Alcock, 1891
- Coelophrys mollis H. M. Smith & Radcliffe, 1912
- Coelophrys oblonga H. M. Smith & Radcliffe, 1912

### Lectura recomendada
- Brauer, A. (1902) Diagnosen von neuen Tiefseefischen, welche von der Valdivia-Expedition gesammelt sind. Zoologischer Anzeiger v. 25 (no. 668): 277-298.